# Flashback (album)
Flashback to czwarty album szwedzkiego piosenkarza Darina. Utworem promującym album została piosenka "Breathin' Your Love" nagrana z gościnnym udziałem piosenkarki Kat DeLuna.

## Spis utworów
1. "Breathing Your Love" (feat. Kat DeLuna) 3:53 (Darin/Bilal Hajji/Novel/Red One)
2. "Seasons Fly" 3:02 (Linda Sundblad/Johan "JB" Bobäck/Darin)
3. "Road Trip" 4:45 (Ilya S/David Jassy/Darin)
4. "Dance" 3:33 (A. Curtis/Darin/J Gill/S. Gill)
5. "Karma" 3:57 (Ilya S/David Jassy)
6. "Flashback" 3:56 (Stefan Gräslund/Darin/David Jassy/Magnus Wallbert)
7. "Strobelight" 3:48 (Darin/David Jassy/Magnus Wallbert/Stefan Gräslund)
8. "Girl Next Door" 3:11 (Darin/Bilal Hajji/RedOne/Novel)
9. "Runaway" 3:02 (David Jassy/Magnus Wallbert/Stefan Gräslund/Darin)
10. "Paradise" 3:59 (A. Curtis/Darin/J Gill/S. Gill)
11. "See U at the Club" 3:43 (Darin/RedOne/Novel/Bilal Hajji)
12. "What If" (utwór dodatkowy) 3:34 (Niclas Molinder/D. Jassy/Joacim Persson/J. Alkenäs)

### Utwory dodatkowe
1. Brought Me Back 3:30 (Darin/Bilal Hajji/Novel/Red One)
2. Insanity (Remix) 3:41 (Patric Sarin/Peter Månsson/Darin)
3. Breathing Your Love (Acoustic) 3:26 (Darin/Bilal Hajji/Novel/Red One)